# Няндомская возвышенность
Няндомская возвышенность — возвышенность на юго-западе Архангельской области России (в Няндомском и Коношском районах).
Няндомская возвышенность расположена между бассейнами Северной Двины и Онеги. Возвышенность протягивается с севера на юг на 100 км. Ширина — до 25 км. Сформировалась в период московского оледенения. В основании сложена красноцветными песчано-глинистыми отложениями верхней перми и имеет форму гряды, вытянутой с севера на юг. Высота поверхности — от 200 до 250 м, наибольшая — 251 м. Покрыта средне таёжными хвойными лесами. Преобладающий рельеф — моренно-холмистый. На возвышенности берут начало притоки рек Волошка и Моша (бассейн Онеги) и рек Вель и Пуя (бассейн Северной Двины). На возвышенности множество небольших озёр и болот.